# ألمغو (بوازمو)
ألمغو هو دُوَّار يقع بجماعة بو أزمو، إقليم ميدلت، جهة درعة تافيلالت في المملكة المغربية. ينتمي الدوّار لمشيخة بوازمو التي تضم 6 دواوير. يقدر عدد سكانه بـ 856 نسمة حسب الإحصاء الرسمي للسكان والسكنى لسنة 2004.

## روابط خارجية
- البوابة الوطنية للجماعات الترابية
- المندوبية السامية للتخطيط